# STS-130
STS-130 (englisch Space Transportation System) ist die Missionsbezeichnung eines Raumflugs des US-amerikanischen Space Shuttles Endeavour (OV-105) der NASA. Es war die 130. Space-Shuttle-Mission und der 24. Flug der Endeavour.
Der Start erfolgte am 8. Februar 2010 um 9:14 UTC, die Landung am 22. Februar (21. Februar Ortszeit).
STS-130 brachte den Verbindungsknoten Tranquility und die Aussichtsplattform Cupola zur Internationalen Raumstation. Zu den wichtigsten Aufgaben Cupolas gehört die Steuerung des Roboterarms der Station, Kommunikation mit Astronauten während eines Ausstiegs sowie Beobachtung der Erde und des Weltraums.

## Mannschaft
Am 5. Dezember 2008 wurde die Mannschaft benannt:
- George Zamka (2. Raumflug), Kommandant
- Terry Virts (1. Raumflug), Pilot
- Robert Behnken (2. Raumflug), Missionsspezialist
- Kathryn Hire  (2. Raumflug), Missionsspezialistin
- Nicholas Patrick (2. Raumflug), Missionsspezialist
- Stephen Robinson  (4. Raumflug), Missionsspezialist

## Vorbereitungen

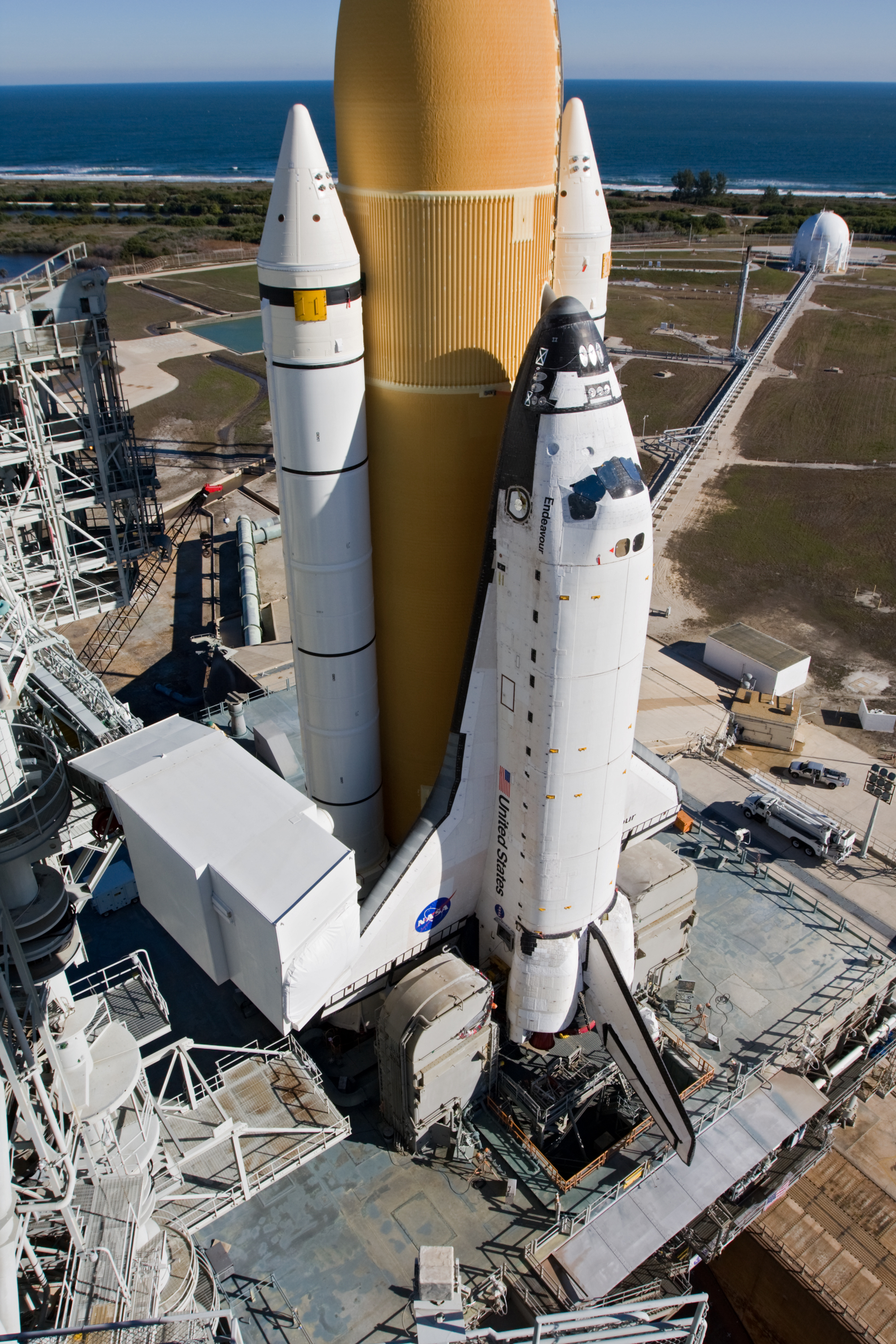
Die Endeavour an der Startrampe

Nach Abschluss der Mission STS-127 am 31. Juli 2009 wurde die Endeavour in ihren Wartungshangar gezogen, wo die routinemäßigen Inspektionen und Ausbesserungen stattfanden. Ende Oktober 2009 wurde die mobile Startplattform MLP-2 in das Vehicle Assembly Building (VAB) gefahren und mit der Endmontage der beiden Feststoffbooster begonnen. Etwa einen Monat später wurde der externe Tank ET-134 mit den beiden Boostern verbunden. Am 11. Dezember fand die Überführung (Rollover) der Endeavour in das VAB statt, wo sie in den folgenden Tagen am Außentank montiert wurde. Der Transport (Rollout) des fertigen Shuttle-Startaufbaus zur Startrampe LC-39A erfolgte am 6. Januar 2010. Die Integration der Nutzlast in den Orbiter war am 20. Januar abgeschlossen.
Die sechs Besatzungsmitglieder nahmen vom 19. bis zum 21. Januar am Terminal Countdown Demonstration Test teil, einer Generalprobe des Starts am Kennedy Space Center. Dabei machte sich die Crew mit der Ausrüstung für den Flug, den Startprozeduren und den Sicherheitsvorkehrungen am Startplatz vertraut. Bei der abschließenden Flugbereitschaftsabnahme am 27. Januar, dem sogenannten Flight Readiness Review, wurde das Startdatum offiziell auf den 7. Februar festgelegt. In der Nacht vom 2. zum 3. Februar traf die Mannschaft wieder in Florida ein, der Countdown begann einen Tag später.

## Missionsverlauf

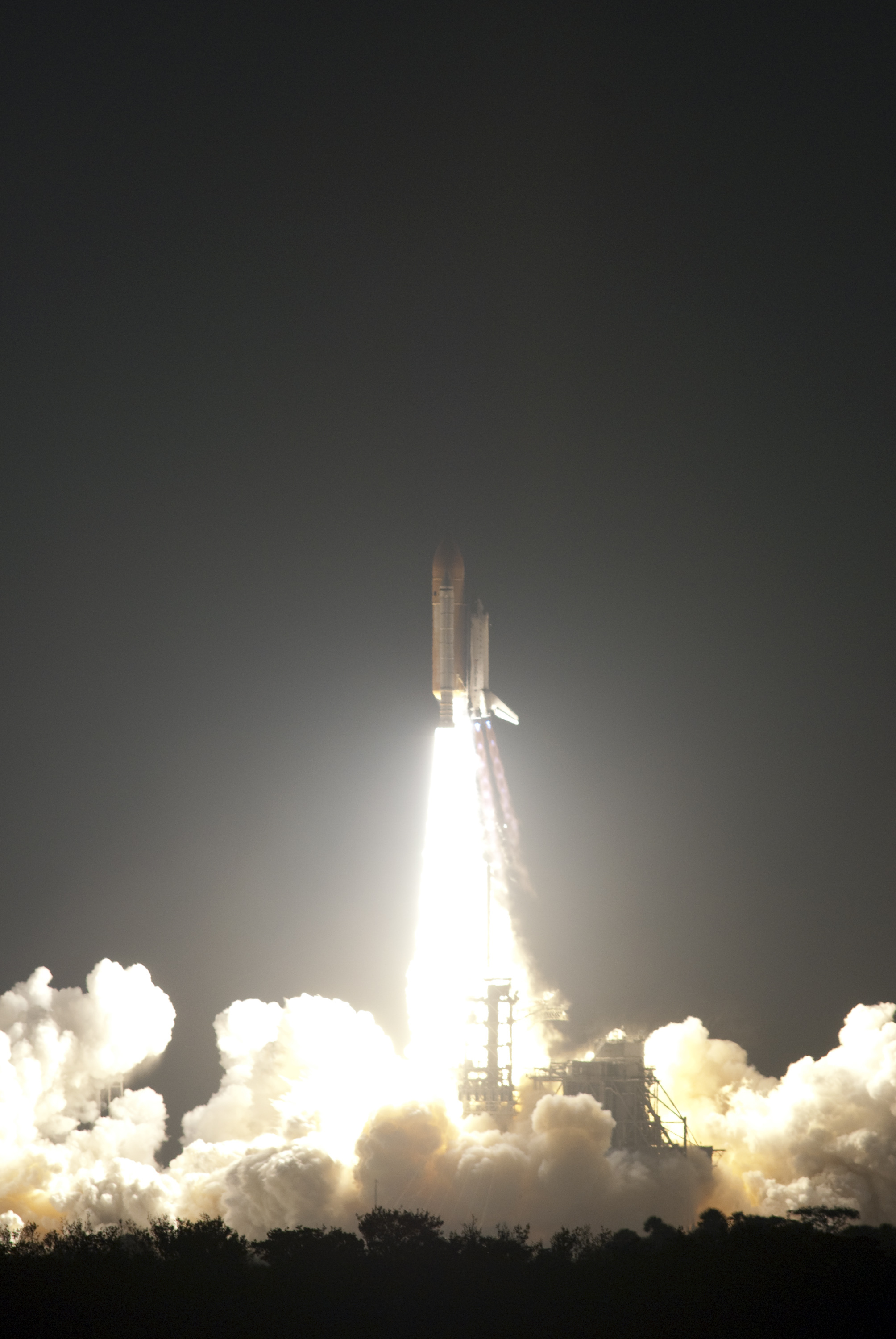
Die Endeavour beim Nachtstart

### Start, Rendezvous und Kopplung
Der erste Startversuch am 7. Februar um 09:39:50 UTC wurde kurz vor Verlassen der T-9-Minuten-Unterbrechung aufgrund eines Wolkenbandes über der Startanlage abgebrochen. Die Wolkenbank ließ aufgrund ihrer Lagehöhe und Größe eine Rückkehr zum Startplatz im Fall eines Abbruchs (Return To Launch Site, RTLS) nicht zu. Es wurde eine 24-stündige Verschiebung angeordnet.
Am 8. Februar 2010 um 9:14:08 UTC startete die Endeavour schließlich ohne Probleme ihre STS-130-Mission. Die Sicht war an diesem Tag, abgesehen von einer dünnen Wolkendecke, sehr gut. Beobachter in Cape Canaveral konnten den von den Raketentriebwerken des Shuttles erzeugten Lichtschein sogar noch rund sieben Minuten mit bloßem Auge sehen. Zwei Minuten nach dem Start waren die beiden Feststoffbooster planmäßig ausgebrannt und wurden abgeworfen, nach insgesamt knapp achteinhalb Minuten wurden die Haupttriebwerke abgeschaltet und der Außentank abgetrennt. Eine halbe Stunde später schoss sich das Shuttle mit Hilfe seiner Orbitaltriebwerke in eine erste stabile Umlaufbahn ein. Danach rüstete die Crew das Shuttle für den Betrieb in der Umlaufbahn um, indem sie die Ladebuchttore öffnete, die Ku-Band-Antenne ausklappte und den Roboterarm aktivierte. Die Ladebuchttore dienen gleichzeitig als Radiatoren, die Ku-Band-Antenne dient der Kommunikation mit hoher Bandbreite, zum Beispiel für das Live-Video.
Der zweite Flugtag (9. Februar) diente der üblichen Inspektion des Hitzeschildes mittels des Orbiter Boom Sensor Systems sowie der Vorbereitung der Raumanzüge und der Kopplungseinrichtungen.

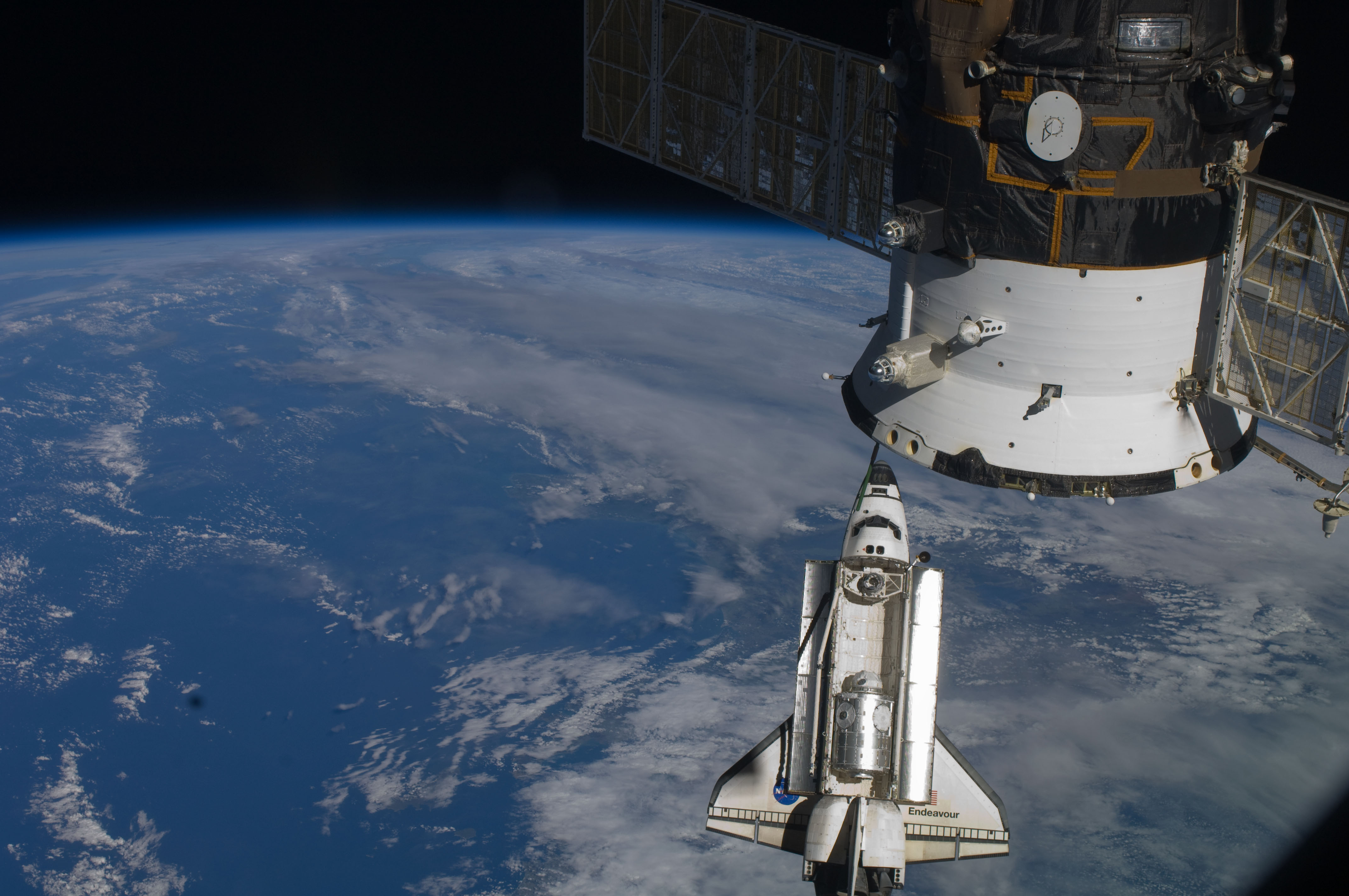
Die Endeavour nähert sich der Station.

Die Endeavour koppelte am dritten Flugtag (10. Februar) um 5:06 UTC an der Internationalen Raumstation an, nachdem die Raumfähre das obligatorische Rendezvous Pitch Manöver durchgeführt hatte. Um 7:16 UTC waren die Luken zwischen den beiden Raumfahrzeugen offen und die Besatzungen begrüßten sich herzlich. Nach einer Sicherheitseinweisung durch die ISS-Gastgeber erledigte die vereinigte elfköpfige Crew noch einige logistische Aufgaben. Missionsspezialist Nicholas Patrick und ISS-Bordingenieur T. J. Creamer nahmen mit dem Roboterarm der Station den OBSS-Aufsatz aus der Ladebucht des Shuttles und übergaben ihn wieder an den Roboterarm der Raumfähre, der von Kathryn Hire und Terry Virts bedient wurde. Die Kombination Roboterarm/OBSS blieb dann in einer Parkposition. Shuttle-Kommandant George Zamka brachte Ersatzteile für das Wasseraufbereitungssystem der ISS, so dass ISS-Kommandant Jeffrey Williams das System, welches Urin in Trinkwasser aufbereitet, reparieren konnte. Robert Behnken und Nicholas Patrick transportierten ihre Raumanzüge, die sie bei den Außenbordeinsätzen (EVA) tragen werden, zur Luftschleuse Quest.

### Arbeiten an der ISS
Am vierten Missionstag (11. Februar) wurde die Besatzung von der Missionsleitung darüber informiert, dass keine genaue Nachinspektion des Hitzeschildes erforderlich sei. Die Mannschaft bereitete die Werkzeuge und Raumanzüge für die am nächsten Tag stattfindende EVA vor. Nach einer Pressekonferenz mit Fernseh- und Radiostationen aus den USA hatte die Besatzung etwas Freizeit. Um die in ihren Körpern gelösten Gase (speziell Stickstoff) zu reduzieren, begaben sich Behnken und Patrick in die Luftschleuse Quest und verbrachten die Nachtruhe dort, wobei sie unter reduziertem Luftdruck reinen Sauerstoff atmeten. Dieser Vorgang, Campout genannt, wird vor jedem Ausstieg durchgeführt.

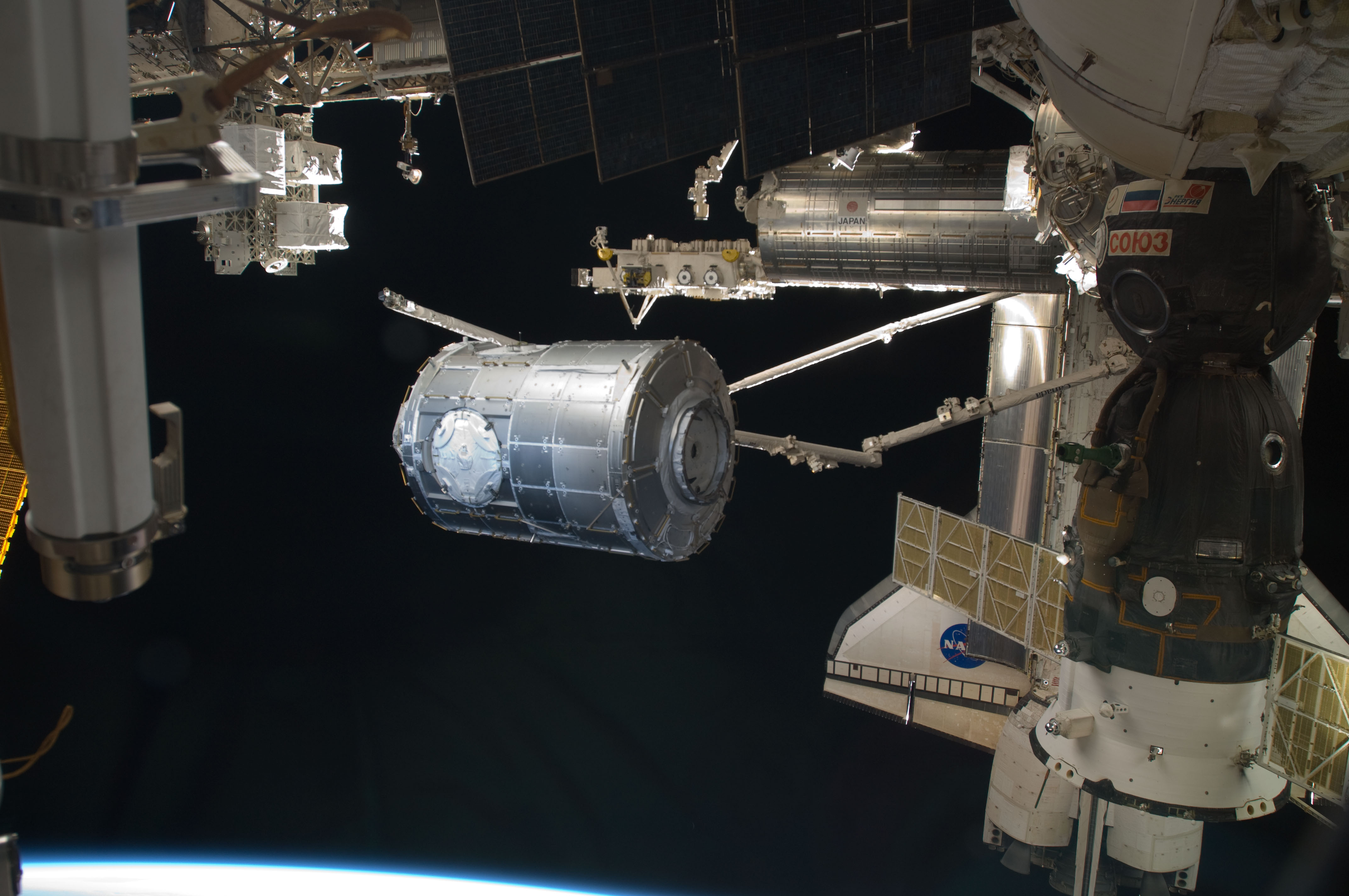
Tranquility wird zum Unity-Knoten transferiert.

Am 12. Februar, dem fünften Missionstag, wurde bei der ersten EVA der beiden Astronauten Bob Behnken und Nick Patrick das Modul Tranquility am Verbindungsknoten Unity installiert. Der Außeneinsatz begann 2:17 UTC, als die beiden Raumfahrer ihre Anzüge auf innere Versorgung umstellten. Als erste Aufgabe bereiteten sie Unity und Tranquility auf den bevorstehenden Transfer von der Nutzlastbucht der Endeavour zur Station vor, u. a. wurden Versorgungsleitungen, die das neue Modul mit der Endeavour verbanden, entfernt. Während Kay Hire und Terry Virts Tranquility mit dem Canadarm2 vom Shuttle zum Backbordandockpunkt des Unity-Knotens bewegten, versetzten Behnken und Patrick eine temporäre Lagerplattform Dextres in das Stationstragwerk und brachten zwei Handgriffe an der Roboterhand an. Nachdem der neue Knoten fest an der Station verankert war, verbanden die beiden Weltraumgänger Heiz- und Datenkabel. Außerdem wurden Isolierdecken und die Ammoniak-Kühlleitungen vorbereitet, damit sie beim zweiten Weltraumausstieg am 14. Februar mit der Station verbunden werden konnten. Als der Ausstieg nach 6 Stunden und 32 Minuten um 8:49 UTC zu Ende ging, meldete die Missionsleitung, dass alle Verbindungen funktionierten und ein erster Dichtheitstest erfolgreich war. Das von Jeffrey Williams reparierte Wasseraufbereitungssystem begann damit Urin zu recyceln, die Proben wurden dann auf der Erde noch analysiert. Wären die Experten mit der Leistung des Systems zufrieden, sollte es vom Destiny-Laboratorium zum neuen Tranquility-Knoten transferiert werden.
Flugtag sechs (13. Februar) diente hauptsächlich der Innenausstattung Tranquilitys und der Vorbereitung des nächsten Außenbordeinsatzes. Nachdem 2:17 UTC die Luken zum neuen Modul offen waren, begannen George Zamka, Stephen Robinson und Kathryn Hire zusammen mit Jeffrey Williams den Verbindungsgang zwischen den Modulen auszustatten. Terry Virts und Soichi Noguchi transportierten Teile eines neuen Fitnessgerätes und ein Luftauffrischungs-Rack in das Tranquility-Modul. Robert Behnken und Nicholas Patrick bereiteten ihre Werkzeuge und Raumanzüge auf den bevorstehenden Außeneinsatz vor. Die beiden beantworteten auch Fragen, die Capcom Michael Massimino über sein Twitter-Konto gesammelt hatte. Später nahmen bei einer Konferenzschaltung Kathryn Hire und Terry Virts Fragen von Associated Press, CBS News und Reuters entgegen.

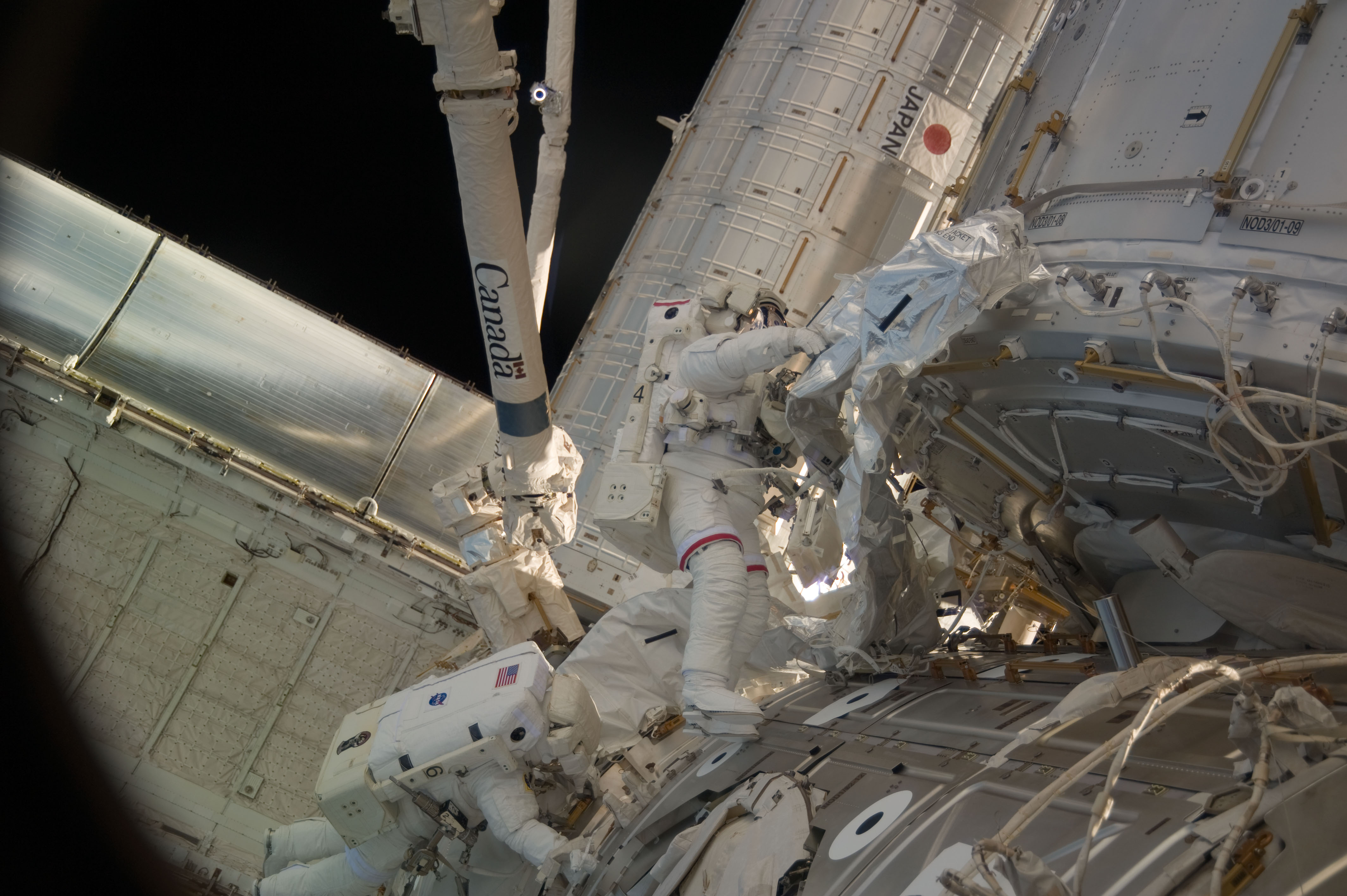
Behnken und Patrick an Unity und Tranquility

In einer zweiten 5:54 Stunden andauernden EVA am 14. Februar 2010 integrierten Bob Behnken und Nicholas Patrick Tranquility vollständig in die ISS. Dabei wurde z. B. Tranquility an das Kühlsystem der ISS angeschlossen. Außerdem wurde Tranquility für das Umsetzen der Aussichtskuppel Cupola vorbereitet, die zu diesem Zeitpunkt noch an ihrer Transportposition am Ende von Tranquility montiert war.
Bei der dritten und letzten EVA von Robert Behnken und Nicholas Patrick am 16. Februar 2010 wurde dann ein zweiter Kühlkreislauf aktiviert, die Isolierung sowie die zur Sicherung des Moduls während der Startphase angebrachten Halter von Cupola entfernt. Außerdem wurden Handläufe an Tranquility angebracht und ein Videokabel zwischen S0 und Sarja verlegt. Am Tag zuvor wurde Cupola mit dem Canadarm2 von der Transportposition an ihren endgültigen Platz versetzt.

### Rückkehr
Am Freitag, 19. Februar 0:54 Uhr koppelte die Endeavour von der ISS ab und begann ihren Rückflug zur Erde. Die Landung erfolgte am 22. Februar um 03:22:10 UTC (Ortszeit 21. Februar, 22:22:10 Uhr) auf dem Kennedy Space Center.